# نورمان بليك (مغني)
نورمان بليك (بالإنجليزية: Norman Blake)‏ هو مغني وكاتب أغاني بريطاني، ولد في 20 أكتوبر 1965 في بلزهيل ‏ في المملكة المتحدة.

## وصلات خارجية
- نورمان بليك على موقع ميوزك برينز (الإنجليزية)
- نورمان بليك على موقع أول ميوزيك (الإنجليزية)
- نورمان بليك على موقع ديسكوغز (الإنجليزية)